# 再見亦是老婆
《再見亦是老婆》（又名《都是有情人》），香港無綫電視翡翠台時裝電視劇，於1994年10月17日至11月11日期間首播，共20集，由姜大衛及陳秀雯領銜主演，並由周嘉玲、鄧萃雯、陳啟泰以及林偉聯合主演，監製為李國立。
該劇以細膩手法刻劃夫婦家庭生活，感情親切，故事寫實引起觀眾共鳴，劇情講述袁珮珮和丈夫于禮和原本家庭美滿，育有一對子女。但丈夫被美艷女星卓羚所吸引而拋棄了家庭，最後經歷了各種變故後挽回了夫婦感情。陈秀雯凭此剧的「肥師奶」一角，使到陳秀雯推上事業高峰，成為當時很多家庭主婦的代言人；亦讓她獲得了壹電視大獎年度「十大電視藝人」的第一位。劇集之寫實讓不少人產生共鳴，而剧本的写照与现实十分的贴地，更是現今破碎家庭的寫照。
本劇在首播完畢後僅四個月（1995年3月）便安排在翡翠台深夜時段作首次重播，乃無綫罕有在劇集首播後不足一年即重播，可見其受歡迎程度。之後分別在1999年及2005年曾再次重播。另外，此劇6位主要演員均於此劇首播後數年內先後轉投亞洲電視。

## 故事大纲
元佩佩（陈秀雯饰）是一名已婚妇人，家庭美满，丈夫于礼和（姜大卫饰）事业有成，育有一对子女。佩尽心尽意做一个贤妻良母，一切以家庭为重，怎知却忽略了自己的外表修饰；使丈夫被美艳女星卓羚（周嘉玲饰）所吸引，展开了一段婚外情，更因此抛弃了家庭。
佩晴天霹雳，失去生命所依，幸得挚友汤敏蓉（邓萃雯饰）及洪世亮（林伟饰）的不断鼓励下，才重拾生趣。蓉鞭策佩椟极振作，佩经改造下，变得明艳照人，并邂逅了一名医生马子儒（陈启泰饰)。
礼与羚之激情，终不能持久，礼后悔莫及。佩虽仍爱礼，但与礼的关系已进退维谷。一次，佩的第六感告知礼将遇到交通意外，佩在爱的驱使下，毅然代替礼驾上即将肇事的车辆，此际礼终于决心以最后的努力来挽回夫妇感情。

## 演员表

### 于家
| 演員            | 角色   | 暱稱／關係 |
| 黎宣            | 简小妹 | 于礼和之母 元珮珮之婆婆 于仲文、于仲言之嫲嫲 |
| 姜大卫          | 于礼和 | 阿礼 简小妹之子 元珮珮之夫 于仲文、于仲言之父 卓羚之情夫于第17集分手 张树仁之拍档曾因卓羚而反目，后和好 39岁，成熟稳重，勤奋果断，对家庭负责，对母亲孝顺，为制衣厂老板，并拥有多间时装分销专门店，家庭、事业两得意 于第8集与元珮珮离婚，后于第20集复婚 于第18集因目睹卓羚堕楼，而被管理员认为是凶手，后于第19集无罪释放    |
| 陳詠雯 （童年） | 元珮珮 | 阿珮、珮珮 前名袁珮珮 简小妹之媳妇 於禮和之妻 于仲文、于仲言之母 马子儒之女友，后和平分手 洪世亮、汤敏蓉之好友 35岁，育有一子一女，为人品性纯良，是一个持家有道的贤妻良母 小时候有第六感特异功能，其后因第六感暗示她父母亲车祸身亡，后因大病而消失，相隔三十年后第六感特异功能再度出现 于第8集与于礼和离婚，后于第20集复婚 |
| 陈秀雯          | 元珮珮 | 阿珮、珮珮 前名袁珮珮 简小妹之媳妇 於禮和之妻 于仲文、于仲言之母 马子儒之女友，后和平分手 洪世亮、汤敏蓉之好友 35岁，育有一子一女，为人品性纯良，是一个持家有道的贤妻良母 小时候有第六感特异功能，其后因第六感暗示她父母亲车祸身亡，后因大病而消失，相隔三十年后第六感特异功能再度出现 于第8集与于礼和离婚，后于第20集复婚 |
| 林芷筠          | 于仲文 | 简小妹之孙女 于礼和、元珮珮之女 于仲言之姐 |
| 谢子峰          | 于仲言 | 简小妹之孙子 于礼和、元珮珮之子 于仲文之弟 |

### 董家
| 演員            | 角色   | 暱稱／關係 |
| 刘兆铭          | 董立光 | 洪世亮之父 汤敏蓉之公公 元珮珮之忘年之交 洪有康之雇主 |
| 林偉            | 洪世亮 | 董立光之子 洪有康之养子 汤敏蓉之夫 元珮珮之好友 洪日之养父 因出生时董立光曾算出世亮命相克自己，于世亮四岁时转赠司机有康，并精心计划生产一个皇帝命的儿子，惜诞生十多日夭折，妻亦并发症身亡。多年后立光欲取回世亮，但世亮已对他恨之入骨 于第20集与汤敏蓉结婚 |
| 王顗婷 （童年） | 汤敏蓉 | 董立光之媳妇 洪世亮之妻 洪日之养母 元珮珮之好友 歐陽滔之情婦，于第10集分手 于第17集因好胜心强，对佩佩的妒忌心爆发，发泄心中所有的不满，争执间敏蓉遭木桂撞击后脑，引致双目暂失明 于第20集与洪世亮结婚                                                       |
| 邓萃雯          | 汤敏蓉 | 董立光之媳妇 洪世亮之妻 洪日之养母 元珮珮之好友 歐陽滔之情婦，于第10集分手 于第17集因好胜心强，对佩佩的妒忌心爆发，发泄心中所有的不满，争执间敏蓉遭木桂撞击后脑，引致双目暂失明 于第20集与洪世亮结婚                                                       |
| 谢文轩          | 洪日   | 董立光之孙 珠之子 洪世亮之养子 汤敏蓉之养子 于仲言之好友 |

### 其他演員
| 演員   | 角色       | 暱稱／關係                                                                            |
| 陳启泰 | 马子儒     | 元珮珮之男友，后和平分手                                                              |
| 許紹雄 | 張樹仁     | 仁叔叔（于仲文、于仲言专称）、阿仁 于礼和、袁珮珮之兼好友 曾针对高俊                  |
| 周嘉玲 | 卓羚       | 于礼和之外遇对象，于第17集分手 高俊之女友，后反目并与其于第18集在纠缠期间失足堕楼致死 |
| 馬德鐘 | 高 俊      | Morgan 1994年度最終極大反派 于第19集被警方逋捕                                        |
| 麥皓為 | 袁珮珮父親 | 在三十年前因车祸身亡 仅第1集中回忆中出现                                              |
| 張間森 | 袁珮珮母親 | 在三十年前因车祸身亡 仅第1集中回忆中出现                                              |
| 羅雪玲 | Debby      |                                                                                       |
| 林嘉麗 | Ruby       |                                                                                       |
| 陳燕航 | Maggie     |                                                                                       |
| 麥嘉倫 | Peter      |                                                                                       |
| 黃啟德 | Paul       |                                                                                       |
| 黃天鐸 | 基         |                                                                                       |
| 蔡易思 | 豆 豆      |                                                                                       |
| 李龍基 | 洪有康     |                                                                                       |
| 夏 萍  | 陸 姨      |                                                                                       |
| 馬海倫 | 胡梁慧芬   |                                                                                       |
| 張英才 | 岳 叔      |                                                                                       |
| 戴志偉 | C.Y.Tam    |                                                                                       |
| 李麗麗 | May        |                                                                                       |
| 楊得時 | 歐陽滔     |                                                                                       |
| 凌 漢  | 老 漢      |                                                                                       |
| 戴少民 | 蓉同事     |                                                                                       |
| 亦 羚  | Shirley    |                                                                                       |
| 王翠玉 | Benita     |                                                                                       |
| 容家麗 | 蓉同事     |                                                                                       |
| 蔡子健 | 洪文揚     |                                                                                       |
| 黃文標 | 孖 T       |                                                                                       |
| 游 飇  | 阿 友      |                                                                                       |
| 張慧儀 | 歐陽滔太太 | Veronica                                                                              |
| 黃清榕 | 胡助手     |                                                                                       |
| 林家棟 | Ringo      |                                                                                       |
| 溫雙燕 | 女演員     |                                                                                       |
| 廖啟智 | 馬如龍     |                                                                                       |
| 馮瑞珍 | 十二家     |                                                                                       |
| 林尚武 | 胡 生      |                                                                                       |
| 麥家倫 | Jackson    |                                                                                       |
| 何穗瑩 | 海皮(D.J.) |                                                                                       |
| 廖麗麗 | 師 奶      |                                                                                       |
| 區 嶽  | 管理員     |                                                                                       |
| 陸麗燕 | 護 士      |                                                                                       |
| 簡俊然 | 精神病男子 |                                                                                       |
| 湯俊明 | 大漢甲     |                                                                                       |
| 朱偉達 | 大漢乙     |                                                                                       |
| 何美好 | 新 抱      |                                                                                       |
| 林文森 | Anna       |                                                                                       |
| 沈寶思 | Ray        |                                                                                       |
| 尹健榮 | Leon       |                                                                                       |
| 曾令茵 | May        |                                                                                       |
| 吳列華 | Maggie     |                                                                                       |
| 羅 維  | Richard    |                                                                                       |
| 談佩珊 | 珠         |                                                                                       |
|        | 彪         |                                                                                       |
| 方 傑  | Simon      | 會計師                                                                                |
| 譚淑梅 | Janet      |                                                                                       |
| 王啟德 | Peter      |                                                                                       |
| 蘇恩磁 | 梁姑娘     |                                                                                       |
| 劉美珊 | 演 員      |                                                                                       |
| 梁舜燕 | 儒 母      |                                                                                       |
| 文潔雲 | 儒 姊      |                                                                                       |
| 陳 銳  | Annie      |                                                                                       |
| 鄧汝超 | 程律師     |                                                                                       |
| 蕭玉燕 | 顧 盈      |                                                                                       |
| 梁建平 | 導 演      |                                                                                       |
| 黃成想 | 老 板      |                                                                                       |
| 王偉樑 | 護衛員     |                                                                                       |
| 伍文生 | CID        |                                                                                       |
| 郭城俊 | CID        |                                                                                       |
| 陳曉雲 | Sales Girl |                                                                                       |
| 陳寶靈 | 芳 芳      |                                                                                       |
| 曹 濟  | 工 友      |                                                                                       |
| 黃煒林 | 工 友      |                                                                                       |
| 黃仲匡 | 工 友      |                                                                                       |
| 李綺虹 | 美 女      |                                                                                       |

## 收視
以下為該劇於香港無綫電視翡翠台之收視紀錄：
| 週次 | 集數  | 日期                    | 平均收視          | 收視百分比 |
| 1    | 01-05 | 1994年10月17日-10月21日 | 28點(152.2萬觀眾) | 70%        |
| 2    | 06-10 | 1994年10月24日-10月28日 | 30點(161.2萬觀眾) | 72%        |
| 3    | 11-15 | 1994年10月31日-11月4日  | 43點(200.8萬觀眾) | 73%        |
| 4    | 16-20 | 1994年11月7日-11月11日  | 32點(191.0萬觀眾) | 76%        |

- 由於劇情主要探討當年流行的婚外情話題，此劇甫播出隨即大受歡迎，引起社會熱話，成為當年最受婦女歡迎港劇，本劇平均收視達35點，成為TVB1994年的全年收視冠軍，高於年尾的《射鵰英雄傳》。

## 外部連結
- 無綫電視官方網頁 - 再見亦是老婆